# Letheobia lumbriciformis
Letheobia lumbriciformis är en ormart som beskrevs av Peters 1874. Letheobia lumbriciformis ingår i släktet Letheobia och familjen maskormar. Inga underarter finns listade i Catalogue of Life.
Denna orm förekommer i Kenya och nordöstra Tanzania nära kusten. Den hittas även på Zanzibar. Letheobia lumbriciformis vistas i savanner och i skogar samt på jordbruksmark. Honor lägger ägg.
Det finns troligtvis inga hot mot beståndet. IUCN listar arten som livskraftig (LC).